# Klein-Kainacher Mulde
Die Klein-Kainacher Mulde war ein Kohlenbergbau beim Stadtteil Kleinkainach der Stadtgemeinde Bärnbach im Bezirk Voitsberg in der Weststeiermark. Die Bergbautätigkeiten begannen in der Mitte des 19. Jahrhunderts und wurden nach rund 40 Jahren 1886 endgültig eingestellt.

## Lage

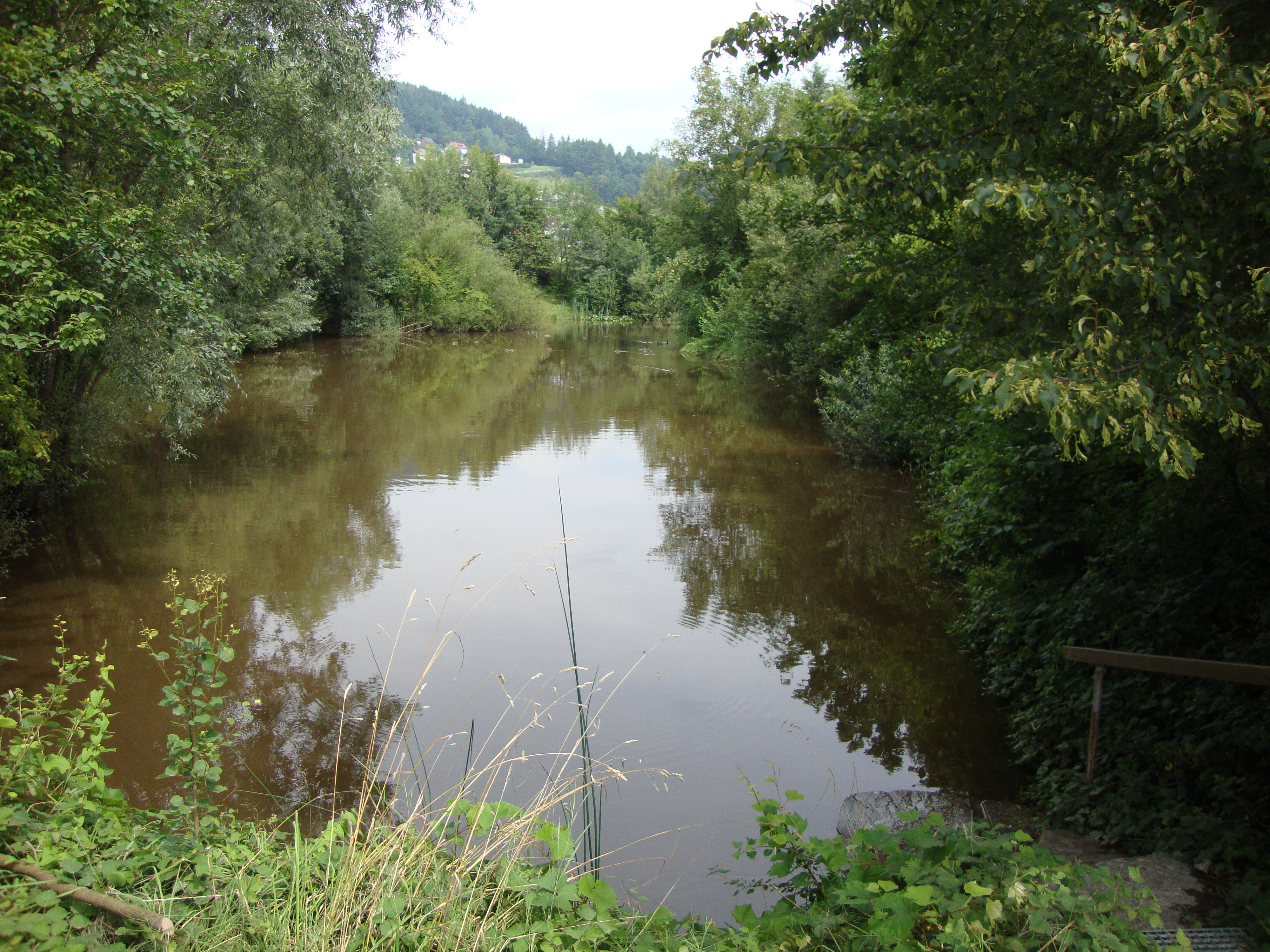
Der Kollegger Teich entstand durch die Bergbautätigkeiten in der Klein-Kainacher Mulde.

Das ehemalige Bergbaugebiet befindet sich im Süden des Stadtteiles Kleinkainach der Stadtgemeinde Bärnbach, am nördlichen Rand des Köflach-Voitsberger Beckens. Im Süden lag der ebenfalls zum Voitsberg-Köflacher Revier gehörende Tagbau Oberdorf, im Westen befand sich die Piberer Mulde und im Osten die Tregister Mulde.
Auf dem Gebiet des ehemaligen Bergbaugebietes befindet sich heute ein Wohngebiet. An den Bergbau erinnern dort noch die Straßennamen Alte-Schacht-Gasse und Pulverturmweg. Beim Pulverturmweg befand sich ein Stollen, der zur Lagerung von Sprengmitteln diente. Auch der im Norden des Wohngebietes gelegene Kollegger Teich, ein geschützter Landschaftsteil, entstand durch die Bergbautätigkeit in dieser Gegend.

## Geschichte
Die Braunkohlevorkommen der Klein-Kainacher Mulde wurden von Anton Kirchweger, damals Verwalter der Salpetersiederei des Johann Geyer, angeblich zufällig bei einer Jagd entdeckt. Im Jahr 1843 wurden die Grubenmaße an Maria Geyer verliehen. Aus dem Jahr 1859 stammt eine von Albert Miller von Hauenfels verfasste Beschreibung der Mulde mit den damals dort situierten und bereits stillgelegten fünf Bergbauen. Zu dieser Zeit gab es den Bergbau von Erzherzog Johann mit elf Maßen, während die Bergbaue von Franz Sattler/Satter sechs, die von Viktor Seßler Freiherr von Herzinger, der Bergbau- und Eisenbahn-Gesellschaft sowie von Thomas oder Florian Siegel/Siegl jeweils zwei Maße umfassten. Daneben war damals Samuel Graf von Festetics mit einem Freischurf belehnt. Der Betrieb im drei Schächte umfassenden Bergbau der Bergbau- und Eisenbahn-Gesellschaft stand 1857 noch still, wurde aber danach aufgenommen. Eine von Franz Siegel durchgeführte Freifahrung zeigte, dass die Kleinkainacher Lagerstätte mit der Lagerstätte der Piberer Mulde über den zwischen den beiden Mulden liegenden Bergsattel verbunden war. Die Dicke der Kohleschicht war am Sattel aber nur sehr gering.
Um 1875 erwarben Franz, Karl und Anna Schreiner für ihre Firma F. und C. Schreiner die Bergbaurechte im Raum Kleinkainach und betrieben einen sieben Grubenmaße umfassenden Bergbau. Sie verkauften 1884 diesen Bergbau an die Graz-Köflacher Eisenbahn- und Bergbaugesellschaft (GKB), welche den Betrieb aufgrund der ungünstigen Lagerstättenverhältnisse und der schlechten Verkehrsanbindung der Grube im Jahr 1886 endgültig einstellten.
An den Bergbau erinnerten die in den 1870er- oder 1880er-Jahren errichteten und in den 1990er-Jahren abgebrochenen Schreiner-Häuser, zwei Wohnhäuser, die für die Bergarbeiter der Firma F. und. C. Schreiner errichtet worden waren. Auch Straßennamen wie Alte-Schacht-Gasse und Pulverturmweg erinnern noch an die bergbaulichen Tätigkeiten in diesem Gebiet.